# Бєліков Дмитро Вікторович
Дмитро́ Ві́кторович Бє́ліков — сержант Збройних сил України, учасник російсько-української війни.

## Нагороди та вшанування
За особисту мужність і героїзм, виявлені у захисті державного суверенітету та територіальної цілісності України, вірність військовій присязі під час російсько-української війни, відзначений — нагороджений
- 27 червня 2015 року — орденом «За мужність» III ступеня.